# یخفروزان
یخفروزان یا ارپیزان یکی از روستاهای استان آذربایجان شرقی است که در دهستان اوچ‌هاچا بخش مرکزی شهرستان اهر واقع شده‌است. بر اساس سرشماری ۱۳۸۵، جمعیت روستا ۵۰۳نفر در ۱۲۷ خانواده بود.
از افراد معروف این روستا می‌توان به استاد عباس اسلامی متخلص به «بارز»، شاعر ترک‌زبان (از دوستان استاد شهریار) و خالق شعر زیبای «گئجه لر» و هم چنین احمد محرم زاده یخفروزان نماینده مجلس یازدهم از حوزهٔ اهر و هریس اشاره کرد.
یخفروزان یکی از روستاهای قدیمی شهر اهر بحساب می‌آید. مردمان این روستا به زبان ترکی آذربایجانی تکلم می‌کنند. باغات سیب و گردو به وفور در این روستا یافت می‌شود. علاوه بر باغداری، دامپروری (گوسفند و گاو و با فراوانی کمتر بز) و کشاورزی (گندم و جو و با فراوانی کمتر عدس) در یخفروزان رواج دارد. این روستا از توسعه یافته‌ترین روستاهای منطقه ارسباران بوده و مردمان یخفروزان به آب و برق و گاز طبیعی و اینترنت دسترسی دارند. روستاهای پسته بیگلو و قلندر و یاغبستلو در مجاورت یخفروزان قرار دارند.